# Owain Lawgoch

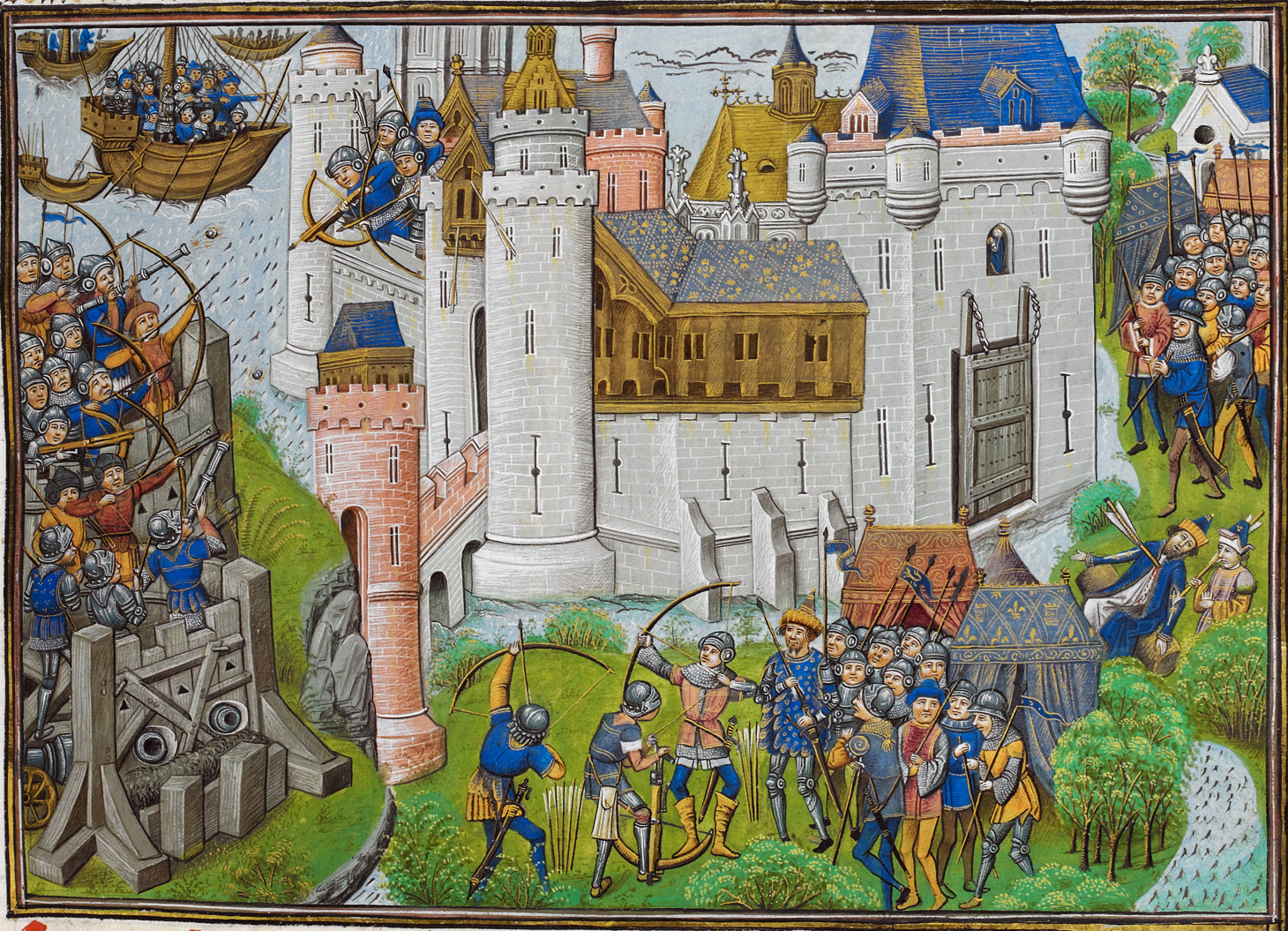
Die Belagerung von Mortagne, rechts unten der, unhistorisch dargestellt, von einem Pfeil getötete Owain Lawgoch

Owain Lawgoch (deutsch: Owain von der roten Hand), eigentlich Owain ap Thomas ap Rhodri, auch Owen of Wales oder Ivo von Wales genannt (* um 1330 in Tatsfield, Surrey; † Juli 1378 bei Mortagne), war ein walisischer Söldnerführer. Er war der letzte direkte männliche Nachfahre der Fürsten von Gwynedd, der einen Anspruch auf den Titel Fürst von Wales erhob.

## Herkunft
Er wurde um 1330 in Tatsfield in Surrey als vermutlich einziger Sohn von Thomas ap Rhodri und dessen Frau Cecilia geboren. Sein Großvater war vermutlich Rhodri ab Gruffydd, ein Bruder von Llywelyn ap Gruffydd und Enkel von Llywelyn ab Iorwerth, wonach Owain der rechtmäßige Erbe des Titels Fürst von Wales gewesen wäre. Rhodri hatte allerdings 1272 gegen eine Zahlung von 1000 Mark auf seine Erbansprüche auf Gwynedd verzichtet. Er hatte stattdessen Grundbesitz in England, unter anderem in Cheshire und in Surrey, erworben und lebte fortan als Landadliger.

## Militärische Karriere in Frankreich
Owain trat bereits als Jugendlicher in die Dienste des französischen Königs Philipp VI. und kämpfte vermutlich in den nächsten Jahren als Söldner während des Hundertjährigen Kriegs. Er kehrte nur ein einziges Mal im Sommer 1365 nach England zurück, um nach dem Tod seines Vaters das Erbe auf dessen Gütern anzutreten. Nachdem er seine Ansprüche geltend gemacht und die Verwaltung der Güter geregelt hatte, kehrte er bereits im März 1366 nach Frankreich zurück. In Frankreich war er während des Krieges zu einem der Führer der Grandes Compagnies aufgestiegen. Owains Söldnerkompanie, die zu großen Teilen aus Exilwalisern bestand, kämpfte nicht nur gegen die Engländer, sondern auch während des kastilischen Bürgerkriegs in Spanien, während des bretonischen Erbfolgekriegs sowie in der Lombardei. 1375 diente Owain während des Guglerkriegs Enguerrand VII. de Coucy bei seinem Feldzug ins Elsass und in die Schweiz. Dabei erlitt Owains Kompanie am 27. Dezember 1375 bei Fraubrunnen gegen die Berner Bürgerwehr eine schwere Niederlage. Die Grandes Compagnies waren im 14. Jahrhundert wegen der von ihnen angewandten Chevauchée als Mittel der Kriegsführung allgemein verhasst und gefürchtet, doch Owain selbst wurde als Militär von Bertrand du Guesclin, Ludwig von Anjou und anderen hoch geachtet.

## Anspruch als Fürst von Wales
Nachdem im April 1369 wieder offener Krieg zwischen England und Frankreich herrschte, wurde er als Feind des englischen Königs Ende 1369 in England enteignet. Obwohl weder er noch sein Vater je in Wales gelebt hatten, war er sich seiner fürstlichen Abstammung bewusst und machte nun seinen Anspruch als Erbe der Fürsten von Gwynedd geltend. Vor Weihnachten 1369 versuchte er erstmals, mit einer kleinen Flotte von Harfleur aus nach Wales aufzubrechen, doch wegen der Winterstürme im Ärmelkanal brach er den Versuch ab. Sein Vorhaben war auch in England bekannt gewesen, denn in Wales wurden Vorbereitungen zur Verteidigung getroffen. Der französische König Karl V. sah Owains Anspruch nun als willkommene Gelegenheit, um England durch einen Angriff auf Wales direkt zu treffen, und  unterstützte Owain durch einen Kredit von 300.000 Francs. Nachdem Owain sich im Mai 1372 in Paris zum Fürsten von Wales erklärt hatte, stach er im Juni erneut mit einer kleinen Flotte und 600 bis 800 Soldaten von Harfleur aus in See. Er segelte jedoch nicht direkt nach Wales, sondern plünderte zuerst die unter englischer Herrschaft stehende Insel Guernsey. Deren Befestigungen konnte er jedoch nicht erobern, und von Guernsey aus segelte er nicht weiter nach Wales, sondern vermutlich auf Befehl des Königs nach La Rochelle, wo er mit seinen Schiffen den Hafen blockieren sollte. Ende August schlugen seine Söldner eine englisch-gascognische Armee bei Soubise. In der Schlacht konnte er den berühmten Heerführer Jean III. de Grailly, Captal de Buch sowie den Seneschall von Poitou, Thomas Percy gefangen nehmen. In der Folge ergab sich Soubise und am 8. September auch La Rochelle.
Fünf Jahre später bereitete er einen neuen Versuch vor, um mit einer Flotte nach Wales zu segeln. Die Engländer, die ihn bereits ab 1369 als potentielle Bedrohung ihrer Herrschaft in Wales betrachteten, beschlossen nun seine Ermordung. Dazu heuerten sie den Schotten John Lamb an, der als Söldner in Owains Dienste trat. Es gelang Lamb, Owains Vertrauen zu erwerben und als Knappe in seine unmittelbare Umgebung zu kommen. Während der Belagerung von Mortagne ermordete Lamb eines Morgens Owain hinterrücks mit einem Dolch. Nach der Tat konnte Lamb zu den Engländern entkommen. Owain wurde in der nahe gelegenen Kirche von St. Leger begraben.
Owains Ansprüche als Fürst von Wales waren vermutlich nie eine direkte Gefahr für die englische Herrschaft über Wales. Der französische König benutzte seine Ansprüche, solange sie ihm im Krieg gegen England nützlich waren, doch niemand erwartete, dass Owain mit einer Expedition nach Wales Erfolg haben würde. Dennoch wurde er zu einem Symbol für den Widerstand der Waliser gegen die englische Herrschaft.